# Armando Oréfiche
Armando Oréfiche (La Habana, Cuba; 5 de junio de 1911 - Las Palmas de Gran Canaria; 24 de noviembre de 2000) fue un músico de Cuba,  autor del famoso Mesié Julián que fuera popularizado por Bola de Nieve. En 1946  fue bautizado por la revista Variety como el "Gershwin de Cuba".

## Biografía
Nació  en el barrio habanero de La Víbora en 1911. Comenzó  como pianista en las orquestas del Teatro Encanto y  Hermanos Le Batard. 
En  1932 se incorporó a la orquesta de Ernesto  Lecuona en una gira de conciertos por España.  Dos años más tarde en  Italia, Lecuona se enferma y vuelve a Cuba quedando Oréfiche dirigiendo la orquesta que poco más tarde fue rebautizada como Lecuona Cuban Boys.
Fue pionero en dar a conocer en Europa la Conga, el Bolero y otros ritmos afrocubanos manteniendo siempre gran originalidad en los arreglos. Con los Lecuona realizó numerosas presentaciones por Europa, Oriente, América del Sur, La Habana y EE. UU.  También fue autor de diversas bandas sonoras para películas de Hollywood.

"Mientras el conjunto de Don Barreto mantiene a orillas del Sena las más puras tradiciones del son habanero la Orquesta Lecuona ha intentado un esfuerzo de otra índole, elevando sus interpretaciones a la categoría de las que popularizara por el mundo los nombres de Jack Hylton, Cab Calloway o Marek Weber..." Alejo Carpentier

Ademäs de ser autor del célebre Mesié Julián, también son de su autoría canciones como  Rumba Azul, Habana de mi amor, Bombón (dedicado a Lola Flores) y  Rumba porteña .  Sus canciones fueron interpretadas por Josephine Baker, Bola de Nieve, Celia Cruz, Antonio Machín, Maurice Chevalier, Armando Manzanero,  Rita Montaner y  Miguelito Valdés, entre otros. 
En 1947, se separó de la Lecuona Cuban Boys y fundó la orquesta Havana Cuban Boys con la que se presentó en Europa durante los años 1947, 48 y 49.  En 1961 se instaló en Madrid,  ciudad en la que vivió por más de treinta años y donde, al menos a finales de los 70 y principios de los 80, no lo estuvo pasando muy bien. Estaba arruinado y sobrevivía tocando el piano en algunos garitos y a veces en Las Cuevas de Sésamo; allí le encontró el director del programa "Directo Sábado" de Radio Nacional, Alfonso Diez, y le contrató para que tocara en directo y ayudarle a recuperar el esplendor perdido. Era a mediados de 1981. Seguía siendo un genio del piano.
Murió en  Las Palmas de Gran Canaria en la madrugada del 24 de noviembre de 2000.